# Afrixalus quadrivittatus
Afrixalus quadrivittatus är en groddjursart som först beskrevs av Werner 1908.  Afrixalus quadrivittatus ingår i släktet Afrixalus och familjen gräsgrodor. IUCN kategoriserar arten globalt som livskraftig. Inga underarter finns listade i Catalogue of Life.

## Bildgalleri

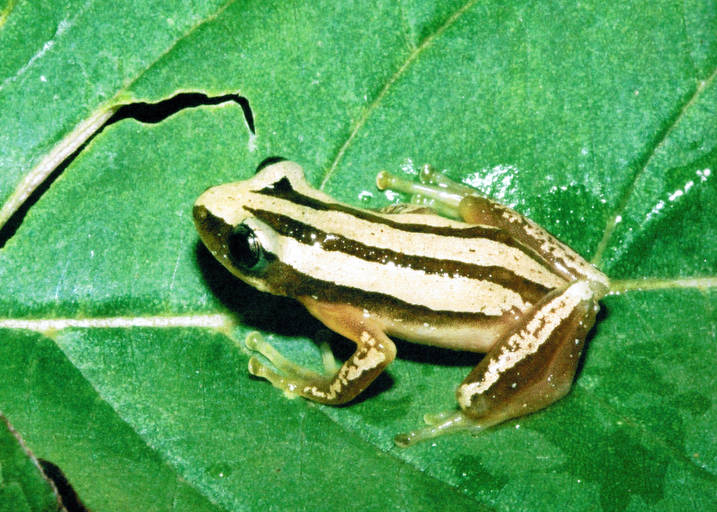
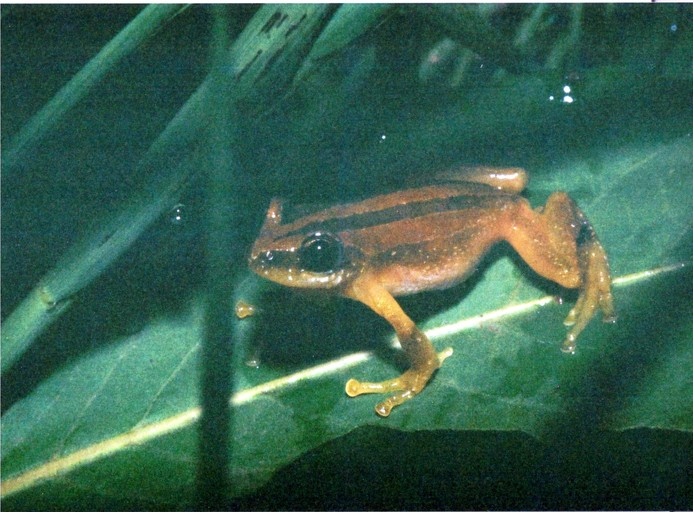
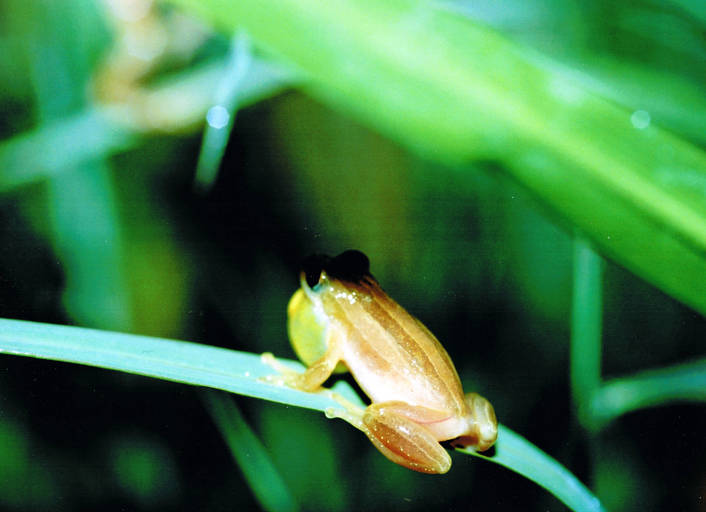
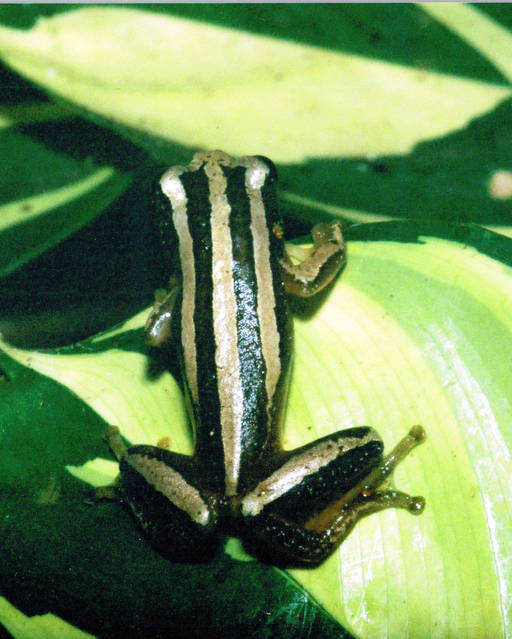